# Hi5
hi5 — соціальний мережевий вебвузол, який, з 2007 p., був одним з 25 найбільш відвідуваних сайтів. Компанія була заснована в 2002 Ramu Yalamanchi. У грудні 2007 hi5 мав понад 98 мільйонів членів.
Користувачі можуть створити профіль і надати особисту інформацію, включаючи інтереси, вік, фотографії та рідне місто. Користувачі також можуть надсилати запити на дружбу електронною поштою іншим користувачам. Коли людина отримує запит на дружбу, вона може прийняти або відхилити його, або взагалі заблокувати користувача. Якщо користувач приймає іншого користувача як друга, вони будуть з'єднані безпосередньо або в 1-му ступені. Користувач з'явиться в списку контактів користувача і навпаки. Деякі користувачі роблять свої профілі доступними для перегляду всім користувачам hi5. Інші користувачі можуть зробити свій профіль доступним для перегляду тільки тим людям, які знаходяться в їх мережі.  